# Iglesia de Nuestra Señora de la Asunción (Navarrés)
La iglesia de la Asunción de Nuestra Señora de Navarrés (provincia de Valencia, España) es una iglesia católica reconstruida en el siglo XVIII, de estilo neoclásico y con ornamentación rococó.
Esta construcción se encuentra situada en la falda de la montaña, en la parte alta del pueblo, salvando un gran desnivel en el piso de la calzada por medio de una escalinata de doce gradas.

## Historia
La Parroquia de la Asunción de Nuestra Señora de Navarrés se instituyó en los años posteriores a la conquista realizada por Jaime I hacia mediados del siglo XIII. Durante toda la Edad Media Navarrés mantuvo la población musulmana organizada como aljama, mientras que la parroquia funcionaba como una institución eminentemente administrativa con la finalidad de recaudar el diezmo, la primicia y otros impuestos, además de servir para el culto de las pocas familias cristianas que lo habitaban. Por ello la antigua mezquita continuó abierta al culto, aunque con el progresivo endurecimiento de las condiciones de vida hacia los musulmanes y conversiones de moriscos, posteriormente esta fue cristianizada.
Observando que el recinto de la antigua mezquita se había quedado pequeño para una población cristiana que había ido aumentando en número, el Patriarca Ribera en la visita pastoral de 1606, mandó construir de nueva planta un templo de mayores dimensiones, del cual no se conservan restos. En el año 1609, a raíz del decreto de expulsión de los moriscos, Navarrés perdió buena parte de sus habitantes, por lo que se procedió a su repoblación con familias cristianas.
El templo actual fue construido entre 1746 y 1756, fecha que figura en la cartela de la portada principal.

## Composición
El edificio utiliza una tipología de planta muy difundida en las iglesias del barroco valenciano, inspirada en la capilla del Colegio de Corpus Christi de Valencia y difundida por las Advertencias del Arzobispo Aliaga publicadas en el año 1621. Aunque desde el punto de vista estructural su alzado responde a una ordenación clásica, introduce, como es habitual en su momento, detalles decorativos rococó que utilizan como motivo básico la rocalla, visibles sobre todo en los lunetos, embocaduras de puertas y ventanas y carpintería de las puertas de la sacristía y la cancela de entrada, tal y como es frecuente en muchas iglesias valencianas del mismo periodo; sirva de ejemplo la parroquia de la vecina localidad de Sumacárcel. El presbiterio está presidido por un retablo de madera tallado en la década de 1940, réplica del que fue destruido en 1936.

### Exterior
En la portada lateral desaparece esa evocación al estilo rococó, centrándose exclusivamente en la utilización de elementos de la arquitectura clásica, pero reinterpretados en un lenguaje barroco, tal y como se puede ver en el recurso al frontón partido, la cartela que contiene las cinco llagas, las bolas de influencia herreriana y la disposición de las pilastras corintias que se dejan en segundo plano, ofreciendo de esta manera una reinterpretación totalmente libre del lenguaje clásico. Estas portadas se encuentran presentan un estado de degradación y deterioro importante, que se acentúa sobre todo en la portada lateral, como consecuencia de la humedad que produce la disgregación de la piedra tallada.

### Interior
El templo tiene planta de cruz latina con crucero no emergente, de nave única con capillas laterales entre contrafuertes. El alzado se estructura sobre la base de pilastras de orden corintio que sostienen un entablamento que recorre y unifica todo el interior. Se cubre mediante una bóveda de cañón con lunetos y cúpula sobre pechinas en el crucero. Las capillas laterales se cubren con bóvedas baídas. A ambos lados del presbiterio se encuentran la capilla de la comunión y la sacristía respectivamente.
En el presbiterio se dispone el retablo mayor, de talla de madera barroca moderna, copia exacta del antiguo retablo destruido en la Guerra Civil de 1936. En el centro del mismo se dispone la imagen en escultura policromada de la Asumpta Triunfante (La Asunción de Nuestra Señora, titular de la Parroquia), que es obra del escultor José María Bayarri. A ambos lados imágenes de San Antonio Abad (derecha) y San Gregorio Papa (el patrón del pueblo, a la izquierda), que es talla policromada, esta última del escultor P. Sales. En el techo, óleo ovalado de la Santísima Trinidad coronando a la Virgen María, del siglo XVIII, de autor desconocido. En el manifestados de dicho retablo hay una pintura sobre tabla obra del pintor Joan Costa, inspirándose en un cuadro de Pablo de San Leocadio.
En la nave del lado de la Epístola, se encuentra primeramente el baptisterio; a continuación hay un altar lateral con retablo en escayola con la imagen de la Virgen del Carmen (de escayola policromada), capilla de San José, en cuya parte inferior del retablo está una representación escultórica de la Dormición de la Virgen, que es un imagen de vestir, contando con un manto del siglo XVIII con que se viste para el día de su fiesta.
En la nave del lado del Evangelio hay retablos de escayola con imágenes de san Francisco de Asís, antiguo patrón de Navarrés, también en escayola, capilla de la Virgen Niña, donde está previsto que se acondicione como capilla de los mártires en proceso de beatificación; capilla de la Virgen Dolorosa y a sus pies imagen del Cristo yacente, en madera policromada.
En el crucero están los altares del Sagrado Corazón de Jesús, a la izquierda, en madera policromada; a la derecha se dispone el altar de la Virgen del Remedio, patrona de Navarrés y de sus aguas, a cuyos pies está la imagen del Niño Jesús, en madera policromada, que se saca en procesión para el Encuentro del Domingo de Pascua. En las pechinas de la cúpula hay cuatro pinturas murales, de autor desconocido y que datan del siglo XVIII, representando a los cuatro evangelistas. En la Capilla de la Comunión se venera una imagen de la Purísima Concepción, en talla policromada, del escultor Ponsoda y data de principios del siglo XX.
En la sacristía, Trasagrario y sala superior a la sacristía se dispone un Museo Parroquial, que alberga fondos de arte sacro de los siglos XVII al XIX, tales como piezas de orfebrería, esculturas en talla policromada, ornamentos, mobiliario, grabados, icono ruso del siglo XVIII y una buena colección de fotografías antiguas referentes a la iglesia parroquial y al culto y devoción de imágenes desaparecidas durante la guerra civil del 36. Junto con ello, la parroquia cuenta con un interesante archivo histórico, representado por libros devocionales de los siglos XVIII al XIX y los "Quinque Libri" a partir del siglo XIX. Dicho museo tiene un acceso independiente desde la calle por la parte trasera del templo.

### Pinturas
Pero tal vez lo más importante de este espacio sea el conjunto de pinturas murales que, además de las ya existentes, se ha ampliado con un conjunto de figuras alegóricas sacadas a la luz en los trabajos de restauración llevados a cabo en julio de 2001 por un grupo de estudiantes de Historia del Arte de la Universidad de Valencia. En el centro destaca una coronación de la Virgen por la Santísima Trinidad, rodeada de cuatro figuras alegóricas recientemente sacadas a la luz. Por su estilo se trata de unas pinturas datables en la segunda mitad del siglo XVIII y que por tanto son contemporáneas a la construcción del mismo. Otro grupo de pinturas murales de interés se encuentra en las cuatro pechinas de la cúpula del crucero que representan los cuatro evangelistas, sobre un fondo celeste que posiblemente se trate de un repinte producido a finales del siglo XIX.
Las pinturas murales de la parroquia de Navarrés se encuentran en muy mal estado de conservación, producido por los efectos de antiguas humedades por filtración, desconchados, barnices oxidados, y otras patologías. Considerando su interés artístico debería abordarse su restauración en un plazo no demasiado largo. En la fachada principal se encuentra la torre campanario, obra reciente levantada en la década de los treinta del siglo XX. Pero los elementos más destacables son las portadas principal y lateral, con sus embocaduras talladas en piedra. El estilo de la portada principal entronca con el descrito para el interior del templo, donde se observa una asociación de elementos de la arquitectura clásica con otros novedosos para el momento, como la rocalla, aquí se encuentra una articulación de las pilastras más de acuerdo con la estética barroca, introduciéndose a ambos lados de la puerta de entrada una sucesión de tres pilastras que sostienen el entablamento.

## Patrimonios
- Iglesia parroquial de Navarrés - Biblioteca del Patrimonio Cultural Valenciano

- Datos: Q5493245
- Multimedia: Church of the Assumption, Navarrés / Q5493245